# Pensionat Chevillon

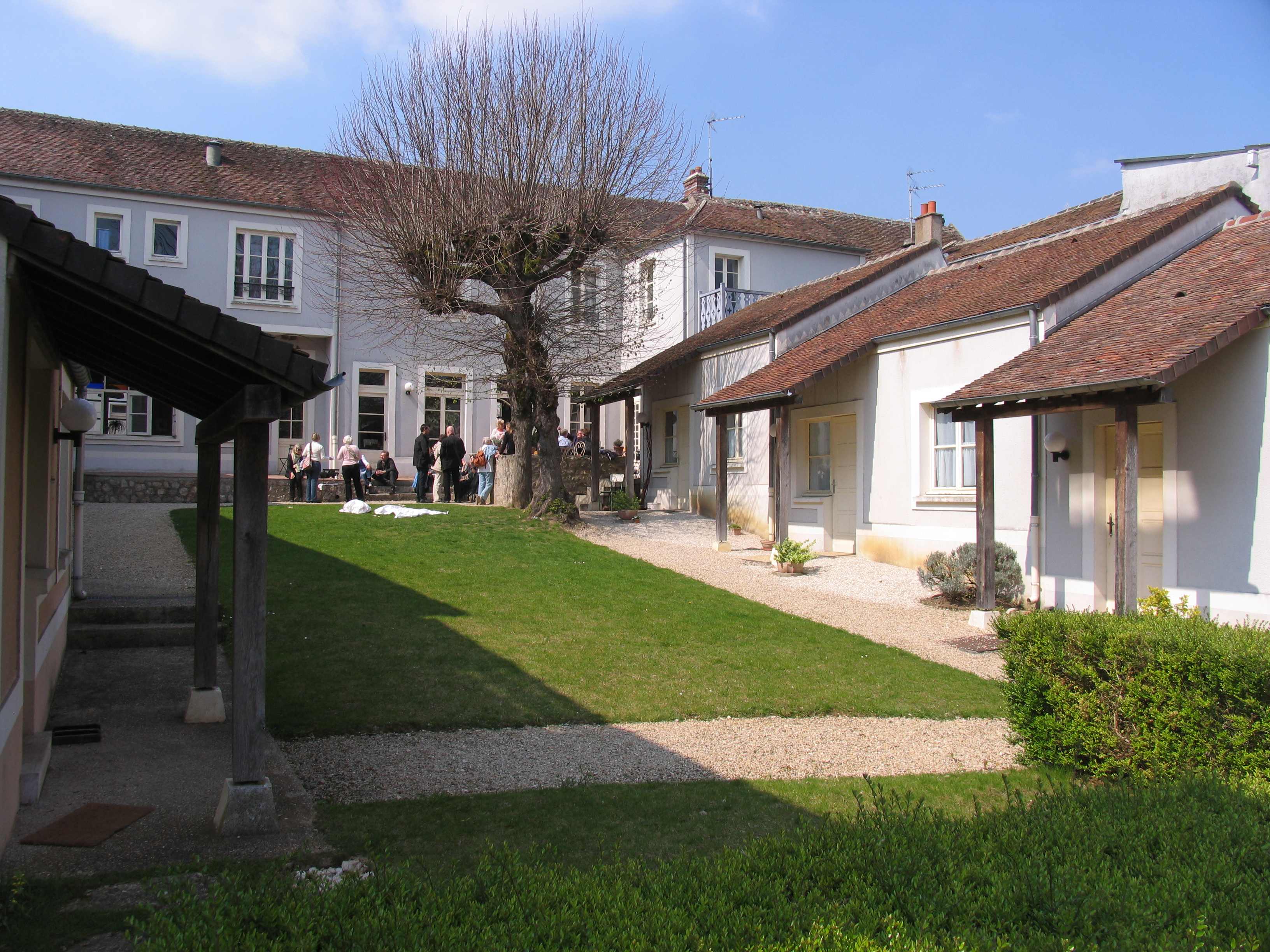
Hôtel Chevillon, Rue de Wilson 114, Grez-sur-Loing

Hôtel Chevillon  är ett gästhem i Grez-sur-Loing, en kommun i departementet Seine-et-Marne i regionen Île-de-France i norra Frankrike. 
Carl Larsson, Karin Bergöö, Robert Louis Stevenson, Julia Beck, Emma Löwstädt-Chadwick och August Strindberg bodde på hotellet under 1800-talet. 
Sedan 1989 förvaltas Hôtel Chevillon av den ideella Stiftelsen Grez-sur-Loing för främja utveckling inom konst, litteratur och vetenskap.